# Molen van Maat
De 's-Gravenzandse Molen van Maat (in de volksmond zo genoemd naar de vroegere eigenaar; officieel heeft de molen geen naam) is een achtkante stellingmolen met een stenen onderbouw die witgeschilderd is. De bovenbouw is bekleed met platen van zink. De molen is in 1909 gebouwd als aanvulling op een door stoom aangedreven maalderij, omdat malen op windkracht goedkoper was. Bij de bouw is gebruikgemaakt van delen van een oude molen die enkele jaren eerder was afgebroken. Dit was een poldermolen uit Alphen aan den Rijn die daar de polder Kerk en Zanen bemaalde. In de molen werden drie koppels maalstenen geplaatst, waarvan twee voor het malen van veevoer werden gebruikt. Van deze drie koppels zijn twee verwijderd, onder andere om plaats te maken voor een mengketel. Met het overgebleven koppel werd tot halverwege de jaren zestig op de wind gemalen. Daarna raakte de molen in verval.
In 1977 werd de molen gerestaureerd waarna deze weer maalvaardig was. Dat duurde tot ca. 2000. Toen bleek dat er veel onderhoud nodig was aan het binnenwerk van de molen. In 2001/2002 is de molen gerestaureerd, waarbij het maalderijgebouw is gesloopt. Tegenwoordig draait de molen op elke laatste zaterdag van de maand van 10:00 tot 15:00. Er zijn weer drie koppels maalstenen geplaatst, waarvan een elektrisch is aangedreven.
De molen, die vlak langs de Naaldwijkseweg ligt, is beeldbepalend voor de omgeving. Vanuit de wijde omtrek is de molen zichtbaar. Sinds de restauratie van 1977 is de molen voorzien van een wiekenkruis uitgerust met het systeem Fauël. Dit is in 2012 vervangen. Op 6 februari 2014 om ca. 22:00 viel het wiekenkruis tijdens harde wind naar beneden. De molen werd op dat moment stilgezet nadat was proefgedraaid voor opnamen voor de lokale televisieomroep de volgende dag. Exact twee jaar later, op 6 februari 2016, werd de molen opnieuw in bedrijf gesteld.

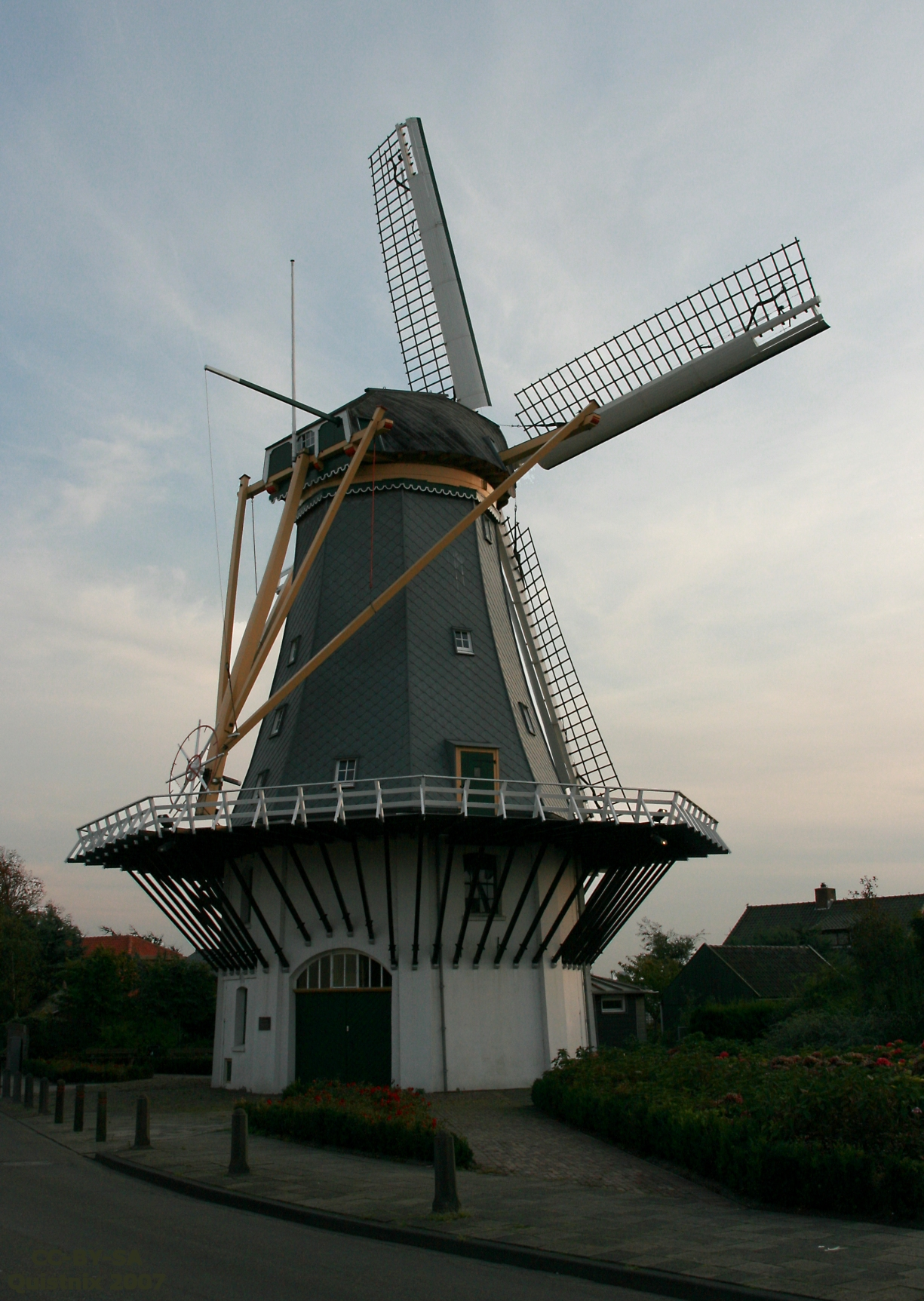
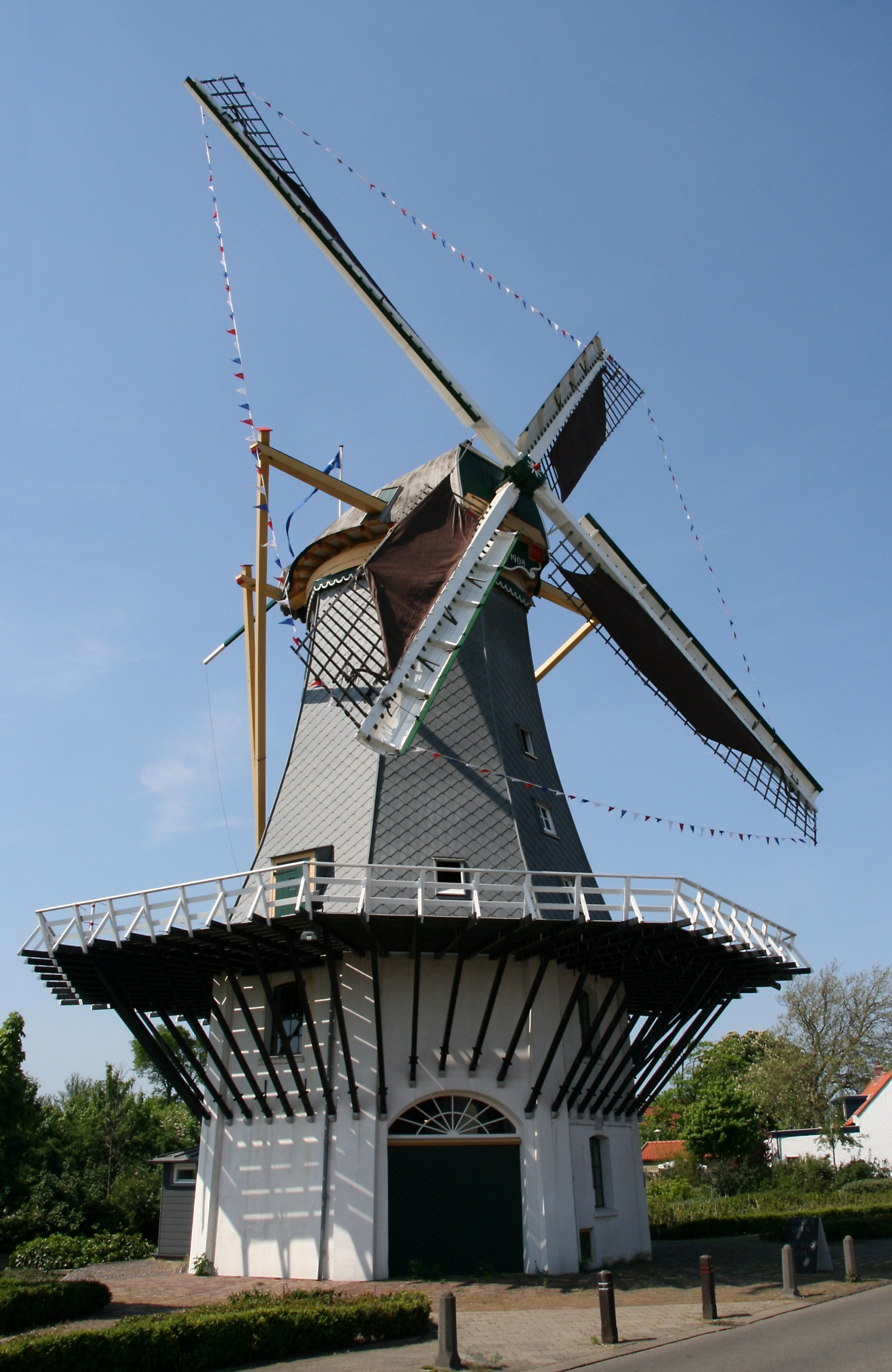
De molen op Nationale Molendag 2008
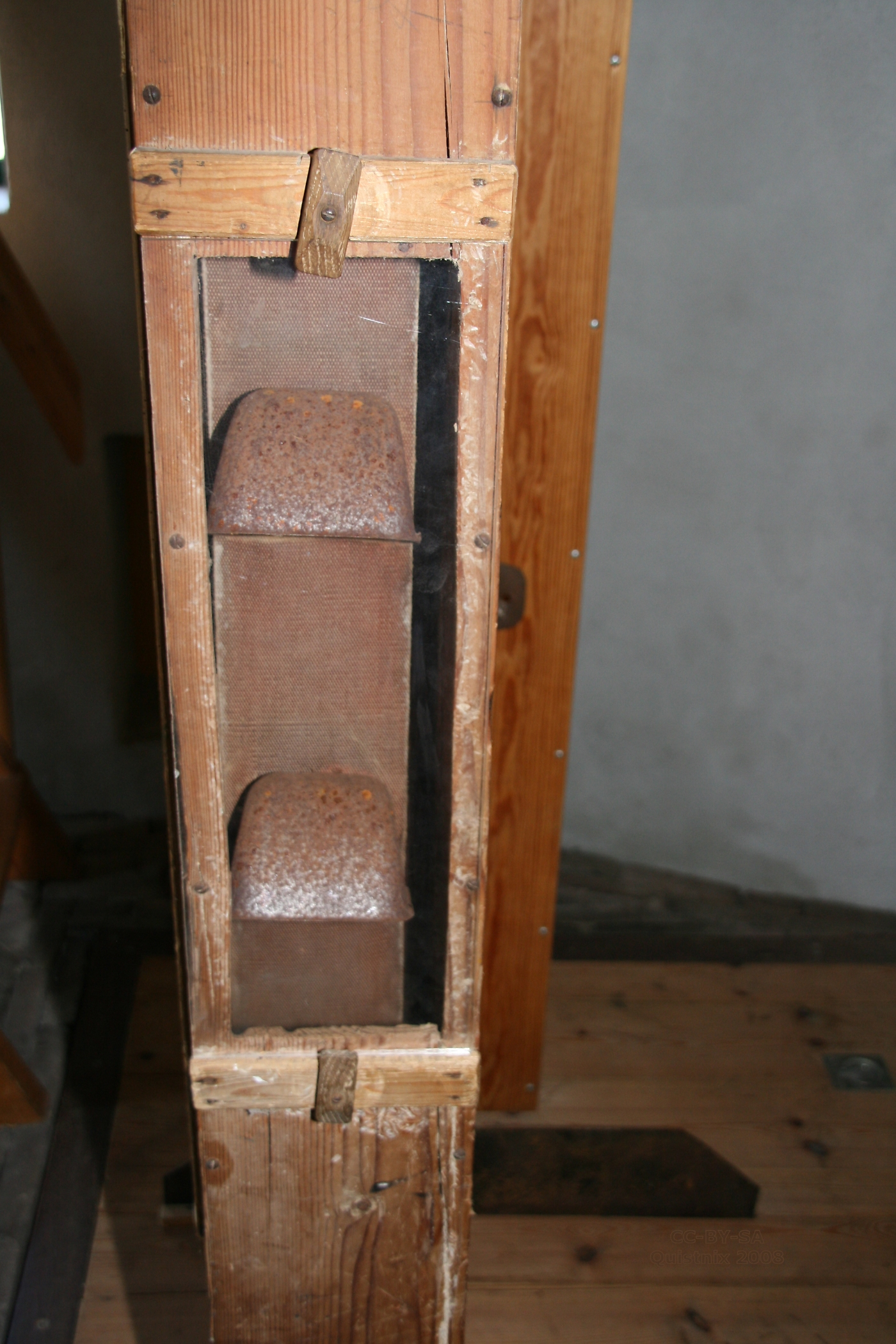
De jakobsladder waarmee graan naar boven wordt getransporteerd